# ويليام روبي
ويليام روبي (بالإنجليزية: William Robbie)‏ هو سياسي أمريكي، ولد في 17 ديسمبر 1849 في المملكة المتحدة، وتوفي في 11 نوفمبر 1929 في مقاطعة بوت في الولايات المتحدة.